# سارة جين لابروس
سارة جين لابروس (بالإنجليزية: Sarah-Jeanne Labrosse)‏ (من مواليد 16 أغسطس 1991 في مونتريال، كندا) هي ممثلة كندية.اشتهرت بدور دونالد في المسلسل الدرامي التلفزيوني الأراضي أعلاه [الإنجليزية] لعام 2016-2021.  حصل عليها الدور بترشيح لجائزة الجوزاء [الإنجليزية] لأفضل ممثلة في مسلسل درامي عام 2017،  وجائزة أرتيس لأفضل ممثلة في مسلسل درامي عام 2019.

## روابط خارجية
- سارة جين لابروس على موقع IMDb (الإنجليزية)
- سارة جين لابروس على موقع ألو سيني (الفرنسية)
- سارة جين لابروس على موقع أول موفي (الإنجليزية)
- سارة جين لابروس على موقع قاعدة بيانات الأفلام السويدية (السويدية)
- سارة جين لابروس على موقع قاعدة بيانات الفيلم (الإنجليزية)
- سارة جين لابروس على موقع كينوبويسك (الروسية)